# 克里夫蘭號輕巡洋艦
克利夫兰号轻巡洋舰 (USS Cleveland CL-55)是一艘美国海军的轻巡洋舰，它是克利夫兰级轻巡洋舰的首舰，共建造了27艘。她是第二艘以俄亥俄州克里夫蘭市命名的舰船。
克里夫蘭号于1942年7月份服役，参与了地中海和太平洋战场的战斗。与大多数姊妹舰一样，克利夫兰号在战争结束后不久退役封存。克里夫蘭号在60年代初被拆解。

## 建造与命名
1941年11月1日,第423号船體下水，並被美国海军命名为克里夫蘭号(CL-55)。克里夫蘭号由H. Burton夫人赞助的纽约造船公司建造，于1942年6月15日服役，E . W .Burrough被任命为舰长。

## 服役经历
1942年10月10日，克里夫蘭号离开诺福克的切萨皮克湾，加入了一支特混舰队。10月29日，她离开百慕大参与入侵北非——这是加入第二次世界大战的首艘新型军舰。11月8日至12日，她為法属摩洛哥穆罕默迪耶的登陆行动提供了火力掩护。11月24日，回到诺福克。
克里夫蘭号于1942年12月5日前往太平洋，并于1月16日到达埃法特岛。 1月27到1月31日，她执行了在所罗门群岛的第一次任务——跟随第18特混舰队护送一支部队到瓜岛。1月29日到30日伦内尔岛之战期间，克里夫蘭号对日軍阵地进行了炮击，期间遭遇了猛烈的空袭。
在1943年3月6日，克里夫蘭加入第68特混舰队，前往库拉湾炮击科隆班加拉岛上的日军机场。3月7日凌晨，在舰队即将到达炮击阵位时遭遇了日军驱逐舰村雨和峰云，克利夫兰利用雷达优势率先开火，在舰队的集火下村雨迅速被击沉，峰云被击伤后成功撤退。这次战役后来被称为布莱克特海峡战役。
6月，克里夫蘭号的指挥官换成了Andrew G. Shepard舰长 ，並且依舊隸屬於68特混舰队“麦利尔突击队”。7月12日，克里夫蘭号为所罗门群岛的登陆作战提供火力支援，並在此後参加了7月30日轰炸肖特兰群岛的行动。在悉尼经过短暂维修后，克里夫蘭号参与了10月26日至27日期间特雷热里群岛的火力准备。11月1日，她所在的特混舰队前往布卡岛和波利斯进行炮击，为进攻布干维尔岛的部队提供支援，又于当天赶向南方压制肖特兰群岛的海军基地。当天晚上，她在奥古斯塔皇后湾海战中拦截了一支日军舰队。期间克里夫蘭利用火控雷达向4艘日军巡洋舰倾泻火力达一个小时，协助击沉了川內号，然后追击撤退的舰只直到黎明。克里夫蘭随后受到一次空袭，被一枚炸弹击中，但也击落了数架战机。因这次战斗中的表现，克里夫蘭号受到了海军集体嘉奖。12月23日，她回到布卡岛进行另一次炮击，然后于1944年2月13日到18日在楚克群岛和格林岛之间巡逻。
3月17日到23日，克利夫兰号对夺取埃米尔岛的行动进行了支援， 之后再次前往悉尼进行补给和修理。4月21日，她回到所罗门群岛准备参与马里亚纳群岛战役。她在5月20日的一次试射中意外遭到了回击，但未直接命中，她很快就成功反擊敵方岸炮，並使岸炮停止射擊。
6月8日到8月12日，克里夫蘭参加了马里亚纳战役。在7月24日，对提尼安岛的进攻中，克里夫蘭前来协助诺曼·斯科特号驱逐舰。诺曼·斯科特号在几秒内被岸炮命中6次。克里夫蘭在诺曼·斯科特和岸炮之间机动，防止她再被击中。 她进行压制性炮击并为进攻的部队提供火力支援，直到6月19日到20日加入58特混舰队参加菲律宾海战役。尽管很少有敌机能穿过美军舰载战斗机的防空网，克里夫蘭仍然击落了至少一架敌机，并协助击落了另一架。
9月12日到29日，克里夫蘭参加了对帕劳的进攻，10月5日从马努斯岛前往美国本土进行大修。1945年2月9日她到达苏比克湾并在2月13日到14日前往炮击科雷希多岛，在登陆之前有效地对日軍堡垒进行了压制。在继续支援菲律宾战场的过程中，她为普林塞萨港，米沙鄢和棉兰老岛的Malabang-Parang地区的登陆行动提供了掩护。
6月7日，克里夫蘭由苏比克湾出海，並作为部分掩护部队为6月10日文莱湾的登陆作战提供火力掩护。 她在6月15日回到苏比克湾，然后行至马尼拉接陆军五星上将道格拉斯·麦克阿瑟及其随从人员来对巴厘巴板的突袭进行观察。她在6月30日到达登陆区，並在次日上午进行了登陆前的火力准备，而後她在麦克阿瑟对登陆区进行了视察后前往马尼拉，并与7月3日到达。
7月13日，克里夫蘭号跟随一个新的特混舰队前往冲绳，于7月16日到达。从冲绳基地出发，95号特混舰队在8月7日之前多次对日军船只进行扫荡，以确保盟军对中国东海的控制。9月9日，克利夫兰号从冲绳启航，掩护盟军从和歌山县撤离战俘，以支援对日本的占领行动。随后，克利夫兰号作为海军占领部队的一部分，继续执行任务，直至第六集团军在本州登陆。在东京港短暂停留后（10月28日-11月1日），克里夫蘭号行经珍珠港，巴拿马运河，于11月5日到达波士顿进行大修。1946年4月份，她驶离新港进行各种训练，包括在百慕大的一次海军恢复性训练，此後又于7月份到達了哈利法克斯港和魁北克，最後到费城进行撤编登记。克里夫蘭号于1947年2月7日退役封存，直到1960年作为废品出售。

## 获得的荣誉
除了获得海军集体嘉奖之外, 克里夫蘭还因为第二次世界大战中的表现收到了13枚战斗勋章。

## 指挥官
| 军衔 | 姓名               | 日期                          |
| ---- | ------------------ | ----------------------------- |
| 上校 | Edmund W. Burrough | 1940年6月15日 — 1943年6月17日 |
| 上校 | Andrew G. Shepard  | 1943年6月17日 — 1944年8月     |
| 上校 | Herbert G. Hopwood | 1944年8月14日 — 1945年7月     |
| 上校 | Charles J. Maguire | 1945年7月3日 — 1945年12月     |
| 少校 | Cecil Austen Bolam | 1946年10月10日 — 1947年2月7日 |